# Giovanni di Cappadocia
Flavio Giovanni, meglio noto come Giovanni di Cappadocia (latino: Flavius Ioannes; 490 circa – dopo il 548), è stato un funzionario bizantino.
Fu il prefetto del pretorio d'Oriente dell'imperatore Giustiniano I e tradizionalmente lo si inserisce nella commissione per la stesura del Codice giustinianeo, anche se probabilmente si trattò di un caso di omonimia.

## Biografia
Originario di Cesarea in Cappadocia, Giovanni riuscì a compiere una rapida carriera nell'amministrazione dell'Impero bizantino, sebbene non possedesse una educazione ai classici né parlasse correttamente il latino, due condizioni apparentemente indispensabili. Aveva però, come ammette lo stesso Procopio, delle grandi capacità che gli permisero di assumere una posizione molto prestigiosa, venendo nominato prefetto del pretorio:
(Procopio, La Guerra Persiana, I,24.)
Inizialmente era uno scriniarius al servizio del magister militum; successivamente Giustiniano gli diede incarichi finanziari, accorgendosi della sua abilità nel migliorare le finanze dello stato. L'ascesa di Giovanni fu rapida: dapprima fu elevato al rango di illustre, nel 528 partecipò alla raccolta di leggi voluta da Giustiniano, il Codice Giustiniano, mentre nel 531 divenne prefetto del pretorio.
L'operato di Giovanni permise a Giustiniano di avere i fondi per le sue campagne militari di riconquista, ma crearono all'efficiente prefetto diversi nemici: lo storico Procopio di Cesarea ne dà un ritratto negativo, Giovanni Lido lo ritiene responsabile di purghe nell'amministrazione. La popolazione di Costantinopoli ne richiese la rimozione a Giustiniano in occasione della Rivolta di Nika (532): l'imperatore acconsentì per cercare di sedare la ribellione, ma poi nell'ottobre dello stesso anno Giovanni era di nuovo al suo posto. Nel 533 osò persino opporsi al progetto di un attacco contro il Regno dei Vandali in Africa, malgrado il parere favorevole di Giustiniano. Nel tentativo di ridurre il costo della spedizione contro i Vandali, Giovanni non fece cuocere bene il pane destinato ai soldati, per risparmiare; di conseguenza molti soldati si sentirono male a causa del pane mangiato e il generalissimo Belisario fu costretto a buttare il pane e a requisirne altro durante il tragitto. Nel 535 divenne console onorario e nel 538 fu console.
Durante la propria amministrazione Giovanni si arricchì enormemente, a spese dei sudditi. La necessità di finanziare le guerre di Giustiniano lo portò ad alzare in modo eccessivo le tasse, portando, secondo alcune fonti, alla rovina di intere famiglie, non in grado di pagare le tasse richieste; secondo Giovanni Lido l'aumento di disoccupati nella capitale, causa della politica fiscale di Giovanni di Cappadocia, avrebbe portato alla rivolta di Nika, ma il resoconto contiene incongruenze cronologiche (si citano i quaesitor, carica però istituita dopo la rivolta di Nika). Inoltre, ordinò che tutti i documenti fossero scritti in greco, portando però a un caos amministrativo (secondo Giovanni Lido), in quanto i documenti vennero emanati sempre più irregolarmente e senza il corretto controllo. Inoltre venne accusato di aver alzato le tasse in Cilicia, ritornando a Costantinopoli più ricco. Per economizzare, inoltre, tagliò sul cursus publicus.
L'imperatrice Teodora gli era però ostile, sembra perché Giovanni fece gravi accuse contro di lei di fronte al marito, e, nel 541, organizzò un complotto che lo fece cadere in disgrazia, sebbene Giovanni mantenesse i propri beni. Procopio narra che Antonina, moglie di Belisario, si finse amica di Eufemia, figlia unica di Giovanni di Cappadocia, e un giorno, trovandosi sola con lei in camera, Antonina le confidò l'insoddisfazione per il fatto che Belisario, dopo avere ampliato l'Imperio romano, non trovasse da parte di Giustiniano che ingratitudine; Eufemia, udito questo disse: "perdonatemi, o carissima: di questi mali tutta è di voi altri la colpa, non volendovi prevalere delle forze dell'imperio mentre pur le avete in vostre mani". Antonina rispose: "noi altri, figliuola mia, non possiamo intraprendere al di fuori alcuna cosa, né tentar novità all'esercito, quando nell'interno non abbiamo chi ci dia mano. Ma se tuo padre volesse intendersi con noi, facilissimamente, volendolo Dio, otterremmo l'intento". Ciò udito, Eufemia comunicò tutto al padre. Giovanni accettò e disse alla figlia di procurarle un appuntamento con Antonina per il giorno dopo. Antonina, per allontanarlo da ogni sospetto di frode, disse che per ora l'appuntamento non era possibile, perché avrebbe rischiato di dare dell'occhio, con il rischio di scoperta dell'intrigo. Propose quindi a Giovanni di incontrarsi nel palazzo suburbano di Belisario, detto il Rufiniano, dove avrebbero concertato insieme quanto occorreva, in un giorno prestabilito. Giovanni accettò, ma Antonina, che voleva la sua caduta in disgrazia, informò di tutto Teodora. Il giorno fissato, Antonina e Giovanni si incontrarono nottetempo al Rufiniano, con l'intento di macchinare la detronizzazione di Giustiniano; Teodora, però, dopo aver comunicato a Giustiniano l'intento di Giovanni, mandò al Rofiniano con forte drappello di soldati l'eunuco Narsete e Marcello, prefetto delle guardie palatine, con ordine di ascoltare di nascosto l'incontro tra Giovanni e Antonina, e, una volta accertatesi delle cattive intenzioni di Giovanni, di ucciderlo. Procopio narra che l'Imperatore aveva inviato a Giovanni un suo famigliare, il quale lo dissuadesse dal clandestino abboccamento con Antonina, ma Giovanni non diede ascolto all'avvertimento, e a mezzanotte incontrò Antonina. Narsete e Marcello, ascoltata nascosto la conversazione, una volta udito che Giovanni incautamente prometteva l'opera sua per rovesciare dal trono l'Augusto, confermando la promessa con gravissimi giuramenti, gli avventarono su di lui, causando la reazione delle guardie del corpo di Giovanni, una delle quali ferì Marcello, permettendo a Giovanni di fuggire. Privato della prefettura, venne costretto controvoglia a farsi sacerdote, prendendo il nome di Pietro, non volendo però in alcuna maniera esercitare le funzioni dell'ordine sacerdotale, onde non precludersi la possibilità di riottenere una carica civile importante. Venne privato dei propri beni, ma una piccola parte gli fu restituita da Giustiniano. Poco tempo dopo, tuttavia Eusebio, vescovo di Cizico, venne ucciso in mezzo al foro di Cizico, e a causa dell'odio tra Giovanni ed Eusebio, sorse il sospetto che Giovanni fosse coinvolto nel delitto: dopo un processo, i senatori inviati a giudicarlo lo condannarono al carcere e:
(Procopio, La Guerra Persiana, I,25.)
Successivamente Teodora tentò di ordire il suo assassinio, ma senza successo:
(Procopio, Storia Segreta, 19.)
Quando Teodora morì (548), Giovanni poté tornare a Costantinopoli, dove però visse come un povero prete fino alla morte, avvenuta in data sconosciuta.
La sua rapida ascesa e caduta rappresenta una delle carriere più rimarchevoli dell'Antichità. Le sue riforme amministrative ebbero l'effetto di ridurre notevolmente l'importanza del latino nella burocrazia dell'impero.